# Phasia faceta
Phasia faceta är en tvåvingeart som beskrevs av Sun 2003. Phasia faceta ingår i släktet Phasia och familjen parasitflugor. Inga underarter finns listade i Catalogue of Life.